# Viscofan
Viscofan er en spansk producent af casing til kødprodukter. De er tilstede i over 100 lande. Deres casings kan være produceret af cellulose, collagen, fibre og plastik. Virksomheden blev etableret i 1975 og har hovedkvarter i Cáseda, Navarra.